# Mpumalanga
Mpumalanga (tot 1995 Oost-Transvaal) is een provincie van Zuid-Afrika, gelegen in het oostelijk deel van de voormalige Transvaal. Mbombela (vroeger: Nelspruit) is de hoofdstad van deze provincie. De provincie grenst in het oosten aan Mozambique en Swaziland. De zuidelijke helft van het Nationaal park Kruger behoort tot Mpumalanga. De naam is afgeleid van de isiZulu woorden ukumpuma ("opgaan", "rijzen") en ilanga ("de zon") en betekent "het oosten".
De provincie heeft 4.039.939 inwoners. Daarvan is 91% Zwart, 7% Blank, 1% Kleurling en 1% Indisch of Aziatisch. De belangrijkste huistalen zijn Swazi (27%), Zoeloe (24%), Zuid-Ndebele (10%), Tsonga (10%), Noord-Sotho (9%), Afrikaans (7%).
Een bekende bevolkingsgroep is de Zuid-Ndebele, befaamd om hun traditionele schilderkunst.

## Indeling
De provincie Mpumalanga bestaat uit drie districten die op hun beurt nog eens zijn verdeeld in achttien gemeenten.
- District Ehlanzeni
  - Bushbruckridge
  - Mbombela
  - Nkomazi
  - Thaba Chweu
  - Umjindi

- District Gert Sibande
  - Albert Luthuli
  - Dipaleseng
  - Govan Mbeki
  - Lekwa
  - Mkhondo
  - Msukaligwa
  - Pixley ka Seme

- District Nkangala
  - Victor Khanye
  - Dr JS Moroka
  - Emalahleni
  - Emakhazeni
  - Steve Tshwete
  - Thembisile

## Politiek
De volksvertegenwoordiging draagt de naam Provinciale Wetgevende Macht van Mpumalanga en telt 30 leden gekozen voor vijf jaar. Het Afrikaans Nationaal Congres (ANC) is met 22 zetels de grootste partij en vormt de regering (Uitvoerende Raad) uit het midden van Provinciale Wetgevende Macht. De voorzitter van de regering is de premier. De huidige premier is Refilwe Mtsweni-Tsipane (ANC) die in 2018 aantrad. De oppositie bestaat uit drie partijen: de Economische Vrijheidsstrijders (EFF) (4), de Democratische Alliantie (DA) (3) en het Vrijheidsfront Plus (FF+) (1). Voorzitter van het parlement is sinds 2021 Makhosazane Masilela.
Gauteng · KwaZoeloe-Natal · Mpumalanga · Limpopo · Noord-Kaap · Noordwest · Oost-Kaap · Vrijstaat · West-Kaap

Voormalige provincies (1910-1994):
Kaapprovincie · Natal · Oranje Vrijstaat · Transvaal 
 Mandaatgebied (1915-1990): Zuidwest-Afrika